# Emmanuelle Bouquillon
Emmanuelle Bouquillon, née le 2 juillet 1961 à Roubaix (Nord), est une femme politique française membre du Parti social-démocrate.

## Biographie
Elle occupe le poste de maire de Soissons de 1995 à 2000, qu'elle quitte après avoir présenté sa démission. Sa démission fait suite à une conduite d'un véhicule sous l'empire d'un état alcoolique avec une alcoolémie de 2,41g. Elle percute trois voitures et blesse grièvement deux personnes. Elle est également députée de la Quatrième circonscription de l'Aisne de 1993 à 1997. Elle siège dans le groupe UDF et est la benjamine de l'Assemblée.